# Don Carlos (Verdi)
Don Carlos is een opera in vijf bedrijven van Giuseppe Verdi op een Frans libretto van Camille du Locle en Joseph Méry, gebaseerd op het toneelstuk Don Carlos, Infant von Spanien van Friedrich Schiller.
Het verhaal is gebaseerd op conflicten in het leven van Carlos van Spanje (1545-1568), prins van Asturië, nadat zijn verloofde, Elisabeth van Valois in plaats van met hem met zijn vader (Filips II van Spanje) trouwde, als onderdeel van de Vrede van Cateau-Cambrésis, die een einde maakte aan de Italiaanse Oorlog van 1551-1559 tussen de huizen Habsburg en Valois. De première vond plaats in de Opera van Parijs op 11 maart 1867.
In de volgende twintig jaar werden een aantal aanvullingen en coupures aangebracht; van geen andere opera van Verdi bestaan zoveel versies. De meest volledige versie, inclusief het ballet en zonder de coupures die voor de première werden aangebracht, duurt ruim vier uur.

## Historische achtergrond
De Spaanse koning uit de 16e eeuw Filips II had een zoon, Carlos, die tijdens een ongeluk stierf. Filips II had hier niets mee te maken. Omdat Filips II in het protestante Noorden slecht bekendstond, zijn er veel geruchten de wereld in geholpen. Deze geruchten vormden een onderdeel van wat later genoemd zou worden, de zwarte legende, waarin fouten uit het Spaanse Rijk sterk uitvergroot werden. Een voorbeeld daarvan is de overdreven invloed die de Spaanse inquisitie zou worden toegekend in de opera. Daarmee zou de opera bijdragen aan de mythevorming rondom de Spaanse inquisitie.

## Herzieningen en vertaling

### Pre-première coupures en eerste gepubliceerde versie
Verdi bracht een aantal coupures aan in 1866, nadat hij de opera af had, maar voordat hij het ballet gecomponeerd had, gewoonweg omdat hij het werk te lang vond. Deze coupures hielden in:
- een duet voor Elisabeth en Eboli in het vierde bedrijf, scène 1;
- een duet voor Carlos en de koning na de dood van Posa in het vierde bedrijf, scène 2;
- een woordenwisseling tussen Elisabeth en Eboli tijdens het oproer in dezelfde scène.

Nadat Verdi het ballet gecomponeerd had bleek tijdens een repetitie in 1867 dat de opera zonder verdere coupures niet voor middernacht afgelopen zou zijn (de tijd van de laatste treinen naar de voorsteden van Parijs). Hij stond daarop verdere coupures toe, te weten:
- de introductie van het eerste bedrijf met een koor van houthakkers en hun echtgenoten, inclusief het eerste optreden van Elisabeth;
- een korte openingssolo voor Posa ("J'étais en Flandres") in het tweede bedrijf, scène 1;
- een deel van de dialoog tussen de koning en Posa aan het eind van het tweede bedrijf, scène 2.

De opera zoals Verdi die oorspronkelijk voor ogen stond was in feite de opera van de première, maar dan zonder alle coupures zoals hierboven vermeld staan, en inclusief het ballet.

### Eerste vertaling naar het Italiaans
Ondertussen was een vertaling naar het Italiaans in voorbereiding, waar Achille de Lauzières al in de herfst van 1866 aan werkte. Verdi stond er op dat ook die uit vijf bedrijven en het ballet zou bestaan. Deze vertaling werd – met enkele coupures en wijzigingen – voor het eerst uitgevoerd in het Royal Italian Opera House, Covent Garden in Londen (nu het Royal Opera House) op 4 juni 1867 (dirigent was Michael Costa); de Italiaanse première - ongecoupeerd – vond plaats in het Teatro Comunale di Bologna op 27 oktober van datzelfde jaar.

### Verdere herzieningen
Na een weinig succesvolle uitvoering in Napels in 1871 werd Verdi desondanks gevraagd voor meerdere uitvoeringen, waarvoor hij twee verdere aanpassingen aan de partituur aanbracht:
- toevoegingen aan het tweede bedrijf, scène 2, voor Posa en de koning (Italiaanse versen van Antonio Ghislanzoni), ter vervanging van eerder verwijderd materiaal. Dit is het enige gedeelte van de opera dat door Verdi gecomponeerd werd op een Italiaanse tekst;
- coupures in het duet tussen Carlos en Elisabeth in het vijfde bedrijf.

Het idee om de schaal en omvang van Don Carlos verder terug te brengen kreeg Verdi in 1875, onder meer op basis van informatie over de productie van Costa, die het eerste bedrijf en het ballet geschrapt had samen met andere gedeelten uit de opera. Toen hij in april 1882 in Parijs was besteedde hij samen met Charles-Louis-Etienne Nuitter - met wie hij al eerder aan de vertalingen naar het Frans van Macbeth, La forza del destino en Aida had gewerkt - en met Du Locle negen maanden aan een herziening van de Franse tekst en muziek om een versie met vier bedrijven te maken, waarin ook het ballet geschrapt werd, en die in maart 1883 gereed kwam.

### Herziene Italiaanse versie

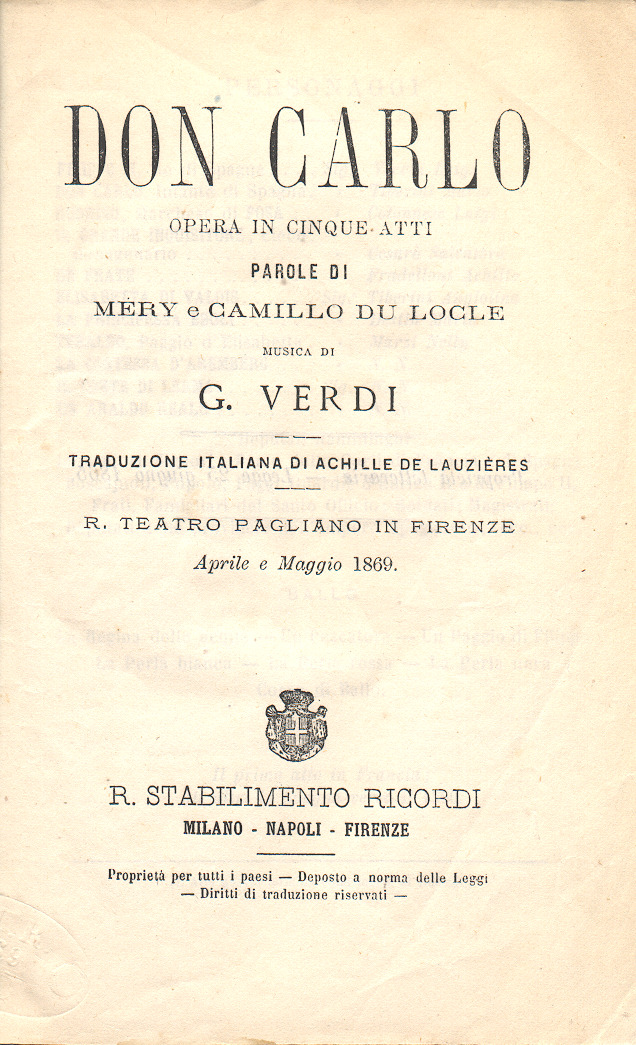
Don Carlos

Een Italiaanse versie van deze herziene Franse tekst, waarin veel van de oorspronkelijke vertaling van de Lauzières uit 1866 werd gebruikt, werd vervaardigd door Angelo Zanardini. Don Carlo, zoals de opera nu genoemd werd, beleefde haar première in het Teatro alla Scala in Milaan op 10 januari 1884.
Hoewel Verdi zich had verenigd met het idee om het eerste bedrijf te schrappen, veranderde hij blijkbaar zijn mening weer en ging akkoord met een uitvoering in Modena op 29 december 1886 waarin het "Fontainebleau" eerste bedrijf aan de herziene versie met vier bedrijven werd toegevoegd. Deze versie werd uitgegeven door Ricordi als "de nieuwe versie in vijf bedrijven zonder ballet".

## Daaropvolgende uitvoeringsgeschiedenis
Uitvoeringen van Don Carlos/Don Carlo in de eerste helft van de twintigste eeuw waren zeldzaam, maar na de Tweede Wereldoorlog werd vooral de Milanese versie uit 1883 met vier bedrijven regelmatig uitgevoerd. Na de productie van regisseur Luchino Visconti uit 1958 in het Royal Opera House in Covent Garden, van de versie met vijf bedrijven uit 1886, werd vooral deze Milanese versie steeds meer uitgevoerd en opgenomen, onder meer door Georg Solti en Carlo Maria Giulini.
Later won ook de originele Franse versie met vijf bedrijven aan populariteit en er volgden uitvoeringen in het Teatro alla Scala in 1970 met Plácido Domingo en Katia Ricciarelli, en in het Théâtre du Châtelet in 1996 met Roberto Alagna als Don Carlos (welke uitvoering is opgenomen en uitgebracht op cd en dvd).
In het seizoen 1996/1997 bracht de Nationale Reisopera de Don Carlos met Miranda van Kralingen in de rol van Elisabeth. Het Orkest van het Oosten werd gedirigeerd door Ed Spanjaard en de regie was in handen van Hans Croiset.

## Rolverdeling
- Filips II, koning van Spanje - bas
- Don Carlos, infant van Spanje - tenor
- Rodriguez (Rodrigo), markies van Posa - bariton
- Grootinquisiteur – bas
- Elisabeth van Valois - sopraan
- Prinses Eboli, hofdame - mezzosopraan
- Een monnik - bas
- Thibault (Tebaldo), page van Elisabeth - sopraan
- Stem uit de hemel - sopraan
- Graaf van Lerma - tenor
- Koninklijke heraut - tenor
- Gravin van Aremburg – stomme rol
- Vlaamse gedeputeerden, inquisiteuren, hofhouding, het volk, pages, wachters, monniken, soldaten - koor

## Synopsis
Deze synopsis is gebaseerd op de originele versie die gecomponeerd is voor Parijs en voltooid werd in 1866. Belangrijke wijzigingen voor latere versies staan cursief weergegeven.

### Eerste bedrijf
Dit bedrijf werd in de versie uit 1883 verwijderd
Het bos van Fontainebleau in Frankrijk in de winter
Na de prelude horen we een koor van houthakkers en hun vrouwen. Ze klagen over hun harde leven, dat door de oorlog met Spanje nog zwaarder is geworden. Elisabeth, de dochter van de koning van Frankrijk arriveert met haar gezelschap. Ze stelt het volk gerust en zegt dat haar aanstaande huwelijk met Don Carlos, de zoon van de koning van Spanje, er voor zal zorgen dat de oorlog beëindigd wordt, waarna ze vertrekt (dit gedeelte werd weggelaten bij de première in Parijs en vervangen door een korte scène waarin Elisabeth over het toneel loopt en geld geeft aan de houthakkers). Carlos, die zich verstopt had komt uit het bos tevoorschijn; hij is verliefd geworden op Elisabeth (aria: "Je l'ai vue" / "Io la vidi"). Als ze terugkomt, doet hij alsof hij deel uitmaakt van het gevolg van de graaf van Lerma, maar onthult dan zijn ware identiteit en zijn gevoelens voor haar, die zij beantwoordt (duet: "De quels transports poignants et doux" / "Di quale amor, di quanto ardor"). Een kanonschot markeert het feit dat Spanje en Frankrijk vrede hebben gesloten en Thibault vertelt Elisabeth dat zij niet met Carlos zal trouwen, maar met zijn vader, Filips II. Lerma en zijn gevolg bevestigen dit en Elisabeth voelt zich verplicht hermee akkoord te gaan om de vrede te bewaren. Ze vertrekt naar Spanje en laat Carlos vernietigd achter.

### Tweede bedrijf
In de herziene versie van 1883 is dit het eerste bedrijf
Scène 1: Het klooster van Saint-Just (San Jerónimo de Yuste) in Spanje
Monniken bidden voor de ziel van keizer Karel de Vijfde. Zijn kleinzoon Don Carlos komt binnen, gekweld omdat de vrouw van wie hij houdt nu met zijn vader getrouwd is in de versie van 1883 zingt hij de aria "Je l'ai vue" / "Io la vidi", gered uit het verwijderde eerste bedrijf. Een monnik, die gelijkenis vertoont met de vroegere keizer, biedt hem troost aan door vrede te sluiten met God. Carlos' vriend Rodriguez, de Markies van Posa, is net teruggekomen uit het bezette Vlaanderen (aria: "J'étais en Flandres", gecoupeerd tijdens de repetities voor de première in 1867). Hij vraagt de infant om hulp namens het volk van Vlaanderen, dat lijdt onder de bezetting. Carlos vertelt hem over zijn liefde voor de vrouw die nu zijn stiefmoeder is. Posa moedigt hem aan Spanje te verlaten en naar Vlaanderen te gaan. De twee mannen zweren elkaar eeuwige trouw (duet: "Dieu, tu semas dans nos âmes" / "Dio, che nell'alma infondere"). Koning Filips en zijn nieuwe echtgenote komen eer bewijzen aan het graf van Karel V, terwijl Carlos treurt over zijn verloren liefde.
Scène 2: Een tuin in de buurt van Saint-Just
Prinses Eboli zingt haar sluierlied ("Au palais des fées" / "Nel giardin del bello") over een Moorse koning en een verleidelijke gesluierde schone, die zijn verwaarloosde echtgenote blijkt te zijn. Elisabeth komt binnen. Posa levert een brief uit Frankrijk af (en in het geheim een brief van Don Carlos). Op zijn aandringen (aria: "L'Infant Carlos, notre espérance" / "Carlo ch'è sol il nostro amore") stemt Elisabeth in met een ontmoeting met Carlos onder vier ogen. Eboli hoopt ondertussen dat Carlos van haar houdt.
Wanneer zij alleen zijn vraagt Don Carlos Elisabeth om aan Filips te vragen om hem naar Vlaanderen te sturen. Daar stemt ze prompt mee in, wat bij Carlos onmiddellijk een hernieuwde liefdesverklaring ontlokt, die ze weerstaat, omdat ze nu moeder en zoon zijn.Nadat Carlos vertrokken is vindt de koning zijn koningin alleen. Hij geeft haar hofdame, de gravin van Aremburg de opdracht om naar Frankrijk te vertrekken en Elisabeth vraagt haar namens Elisabeth officieel afscheid te nemen van haar thuisland (aria: "Oh ma chère compagne" / "Non pianger, mia compagna"). De koning raakt in gesprek met Posa. Hij weigert in te gaan op diens pleitbetoog voor Vlaanderen. Wel schenkt hij zijn vertrouwen en waarschuwt hij hem voor de grootinquisiteur. Deze dialoog werd door Verdi maar liefst drie maal herzien.

### Derde bedrijf
In de herziene versie van 1883 is dit het tweede bedrijf 
Scène 1: ‘s Avonds in de tuin van de koningin in Madrid
Elisabeth is vermoeid en probeert zich te concentreren op de op handen zijnde kroningsceremonie van Filips. Om het divertimento dat voor die avond gepland staat te omzeilen wisselt ze van masker met Eboli, waarbij ze ervan uitgaat dat haar afwezigheid zo niet zal worden opgemerkt en vertrekt (in de herziene versie van 1883 ontbreekt deze scène). Het ballet, (getiteld "La Peregrina", onder choreografie van Lucien Petipa) werd tijdens de première op dit punt uitgevoerd.
Don Carlos komt het toneel op. Hij heeft een briefje ontvangen voor een rendez-vous, naar hij denkt met Elisabeth, maar in werkelijkheid met Eboli, aan wie hij bij vergissing zijn liefde verklaart. De vermomde Eboli realiseert zich dat hij denkt dat ze de koningin is. Carlos is met afschuw vervuld als hij erachter komt dat zij niet Elisabeth maar Eboli is en nu zijn geheim kent. Als Posa binnenkomt dreigt ze de koning te vertellen dat Elisabeth en Carlos geliefden zijn. Carlos verhindert dat Posa haar neersteekt, en furieus, vol wraakgevoelens verlaat ze het toneel. Posa vraagt Carlos hem alle politiek gevoelige documenten die hij in zijn bezit heeft aan hem te overhandigen en nadat Carlos dit heeft gedaan bevestigen de twee nogmaals hun vriendschapsband.
Scène 2: Voor de kathedraal van Valladolid
Het volk is bijeen gekomen om de ophanden zijnde kroningsplechtigheid van de koning en de koningin te vieren, terwijl de monniken de door de inquisitie ter dood veroordeelden aanvoeren. De koninklijke processie volgt en de koning richt zich tot het volk als Don Carlos enkele Vlaamse afgevaardigden met zich meebrengt, die bij de koning pleiten voor de vrijheid van hun land. Het volk en de hofhoudig van de koning voelen mee met de afgevaardigden maar de koning, ondersteund door de monniken, gebiedt hun arrestatie. Carlos trekt daarop zijn zwaard tegen de koning: die gebiedt zijn arrestatie maar zijn bevelen worden niet opgevolgd totdat Posa naar voren komt. Hij overtuigt Carlos ervan zijn zwaard in te leveren en wordt hiervoor beloond door de koning met een hertogdom. Het autodafe begint, en, als de vlammen aanwakkeren belooft een stem vanuit de hemel de veroordeelden verlossing.

### Vierde bedrijf
In de herziene versie van 1883 is dit het derde bedrijf 
Scène 1: De dageraad in de studeerkamer van Filips de Tweede in Madrid
De koning, alleen in zijn vertrekken, beklaagt zich over het feit dat Elisabeth nooit van hem gehouden heeft, en dat hij door zijn positie gedwongen is voor eeuwig waakzaam te blijven, en dat hij pas in zijn graf in Escorial rust zal vinden (aria: "Elle ne m'aime pas" / "Ella giammai m'amò"). De blinde, negentig jaar oude grootinquisiteur wordt aangekondigd. De koning vraagt hem of de kerk bezwaar zal maken als hij zijn zoon ter dood veroordeelt, waarop de inquisiteur antwoordt dat God zelf zijn zoon heeft opgeofferd. Nadat hij zich ervan overtuigd heeft dat de koning hem niets meer wil vertellen beschuldigt hij Posa ervan ergere misdaden te hebben begaan dan Carlos; hij zou namelijk een reformist zijn en wanneer Filips protesteert suggereert hij dat zelfs de koning door de inquisitie ter verantwoording kan worden geroepen. De Inquisiteur verlaat de studeerkamer van de koning en Filips bedenkt dat zelfs hij machteloos staat tegenover de wensen en verlangens van de kerk. Elisabeth komt opgewonden binnen, gealarmeerd door de klaarblijkelijke diefstal van juwelenkistje; de koning laat het echter aan haar zien en wijst haar op een portret van Don Carlos dat er ook in zit. Ze claimt onschuldig te zijn en wanneer Filips haar beschuldigt van overspel roept ze om hulp en valt flauw. Eboli en Posa komen de kamer binnen en er ontwikkelt zich een kwartet ("Maudit soit le soupçon infâme" / "Ah, sii maledetto, sospetto fatale") De koning beseft dat hij zijn echtgenote onrecht heeft aangedaan; Posa besluit tot actie over te gaan, al kan dat zijn dood betekenen; Eboli voelt berouw omdat ze Elisabeth verraden heeft, en de laatste spreekt haar wanhoop uit. Dit kwartet werd in 1883 door Verdi herzien. De twee vrouwen verlaten gezamenlijk de studeerkamer een duet, "J'ai tout compris", werd voor de première geschrapt. Eboli bekent niet alleen dat zij het juwelenkistje ontvreemd heeft omdat ze van Carlos houdt, maar bovendien dat ze de maîtresse is geweest van de koning. Elisabeth vertelt haar dat ze in het klooster moet treden of in ballingschap moet gaan en vertrekt. Eboli, alleen, vervloekt haar fatale trots, en verkiest het klooster boven ballingschap en probeert Carlos te redden van de inquisitie (aria: "O don fatal" / "O don fatale").
Scène 2: Een gevangenis
Don Carlos is in de gevangenis geworpen. Posa komt binnen en vertelt hem dat hij gespaard zal worden maar dat hij in zijn plaats zal moeten sterven, omdat hij door het bezit van de politiek gevoelige documenten die hij van Carlos heeft overgenomen van verraad beschuldigd wordt (eerste gedeelte van de aria, par1: "C'est mon jour suprème" / "Per me giunto è il di supreme"). Twee mannen, de een in het uniform van de inquisitie en de ander in het bezit van een haakbus treden ongezien voor Carlos en Posa binnen. De laatste wordt neergeschoten, waarna de mannen weer verdwijnen. Posa vertelt Carlos nog dat Elisabeth hem de volgende dag in Saint-Just zal ontmoeten, en zegt dat hij tevreden zal sterven als zijn vriend Vlaanderen kan redden en over een gelukkiger Spanje zal regeren (tweede gedeelte van de aria: "Ah, je meurs, l'âme joyeuse" / "Io morrò, ma lieto in core"). Na zijn dood treedt de koning de gevangenis binnen en geeft zijn zoon zijn vrijheid terug. Carlos wijst hem echter af. Een duet tussen de koning en Carlos werd voor de première geschrapt, en later door Verdi gebruikt in het Lacrimosa in zijn Requiem. Klokken luiden en Elisabeth, Eboli en de grootinquisiteur arriveren terwijl de massa de vrijlating van Carlos eist en de koning bedreigt. Eboli maakt van de ontstane verwarring gebruik door samen met Carlos te ontsnappen terwijl de grootinquisiteur het volk op de knieën dwingt en de orde wordt hersteld. Na de première eindigde een aantal producties dit bedrijf met de dood van Posa; in 1883 Verdi voorzag Verdi de opera van een verkorte versie, ook omdat hij vond dat anders niet duidelijk zou zijn hoe Eboli haar belofte om Carlos te redden uitgevoerd zou hebben.

### Vijfde bedrijf
In de herziene versie van 1883 is dit het vierde bedrijf 
Het door de maan verlichte klooster van Saint-Just
Elisabeth knielt voor het graf van Karel V. Ze is vastberaden Don Carlos te helpen zijn plicht in Vlaanderen te vervullen maar verlangt voor zichzelf alleen maar de dood (aria: "Toi qui sous le néant" / "Tu che le vanità"). Carlos verschijnt en zij nemen voor de laatste maal afscheid (duet: "Au revoir dans un monde où la vie est meilleure" / "Ma lassù ci vedremo in un mondo migliore"). Dit duet werd tweemaal door Verdi herzien. Filips en de grootinquisiteur komen het toneel op: de koning verklaart dat er een tweevoudig offer plaats zal vinden en de inquisiteur bevestigt dat de inquisitie haar plicht zal doen. Een korte rechtszaak volgt (weggelaten in 1883). Carlos, die God aanroept, trekt zijn zwaard tegen de wachters van de inquisitie om zichzelf te verdedigen wanneer er van het graf van Karel V een monnik verschijnt om hem veilig naar het klooster te leiden. Zowel Filips als de inquisiteur zijn ervan overtuigd dat dit Karel V zelf is.

## Geselecteerde opnamen
| Jaar  | Rolverdeling (Carlo, Elisabeth, Eboli, Rodrigo, Filips)                               | Dirigent, operagezelschap en orkest                                                | Label                                          | Versie |
| ----- | ------------------------------------------------------------------------------------- | ---------------------------------------------------------------------------------- | ---------------------------------------------- | --- |
| 1958  | Jon Vickers Gré Brouwenstijn Fedora Barbieri Tito Gobbi Boris Christoff               | Carlo Maria Giulini, koor en orkest van het Royal Opera House Covent Garden        | Audio-cd: BBC Legends ASIN: B000CHYH3C         | Don Carlo – 5 bedrijven (Italiaanse versie uit 1886) |
| [1961 | Flaviano Labò Antonietta Stella Fiorenza Cossotto Ettore Bastianini Boris Christoff   | Gabriele Santini, koor en orkest van het Teatro alla Scala                         | Audio-cd: Deutsche Grammophon ASIN: B0079J2738 | Don Carlo – 5 bedrijven (Italiaanse versie uit 1886) |
| 1965  | Carlo Bergonzi Renata Tebaldi Grace Bumbry Dietrich Fischer-Dieskau Nicolai Ghiaurov  | Sir Georg Solti, koor en orkest van het Royal Opera House Covent Garden            | Audio-cd: Decca Records ASIN: B00000E3OE       | Don Carlo – 5 bedrijven (onverkorte Italiaanse versie uit 1886)                                                                                            |
| 1970  | Plácido Domingo Montserrat Caballé Shirley Verrett Sherrill Milnes Ruggero Raimondi   | Carlo Maria Giulini, koor en orkest van het Royal Opera House Covent Garden        | Audio-cd: EMI Classics ASIN: B00004VVZP        | Don Carlo – 5 bedrijven (onverkorte Italiaanse versie uit 1886)                                                                                            |
| 1983  | Plácido Domingo Katia Ricciarelli Lucia Valentini-Terrani Leo Nucci Ruggero Raimondi  | Claudio Abbado, koor en orkest van het Teatro alla Scala                           | Audio-cd: Deutsche Grammophon ASIN: B000001G68 | Don Carlos - 5 bedrijven (originele Franse versie) |
| 1984  | Plácido Domingo Mirella Freni Grace Bumbry Louis Quilico Nicolai Ghiaurov             | James Levine, koor en orkest van de Metropolitan Opera (productie van John Dexter) | dvd: Deutsche Grammophon Cat: 00440 073 4085   | Don Carlo – 3 bedrijven met uitgebreide scènes (onverkorte Italiaanse versie met 5 bedrijven, door de Met alleen in een versie met 3 bedrijven uitgevoerd) |
| 1986  | José Carreras Fiamma Izzo D'Amico Agnes Baltsa Piero Cappuccilli Ferruccio Furlanetto | Herbert von Karajan, Salzburger Festspiele, Berliner Philharmoniker                | dvd: Sony ASIN: B00007CVRJ                     | Don Carlo - 4 bedrijven (Italiaanse versie) |
| 1994  | Luciano Pavarotti Daniela Dessì Luciana D'Intino Paolo Coni Samuel Ramey              | Riccardo Muti, koor en orkest van het Teatro alla Scala                            | dvd: EMI Classics ASIN: B00020HEPW             | Don Carlo - 4 bedrijven (Italiaanse versie) |
| 1996  | Roberto Alagna Karita Mattila Waltraud Meier Thomas Hampson José van Dam              | Antonio Pappano, koor en orkest van het Théâtre du Châtelet                        | dvd: Kultur Video ASIN: B00008DDRK             | Don Carlos - 5 bedrijven (originele Franse versie) |

Opmerking: "Cat:" staat voor catalogusnummer van de maatschappij; "ASIN" is het productreferentienummer op amazon.com.